# Fik Meijer
Fredericus Joannes Antonius Maria (Fik) Meijer (Leiden, 12 augustus 1942) is een Nederlands oudhistoricus.

## Loopbaan
Fik Meijer volgde zijn middelbareschooltijd aan het Bonaventuracollege in Leiden. Daarna studeerde hij klassieke talen en oude geschiedenis aan de toenmalige Rijksuniversiteit Leiden en promoveerde in 1973 op een proefschrift over Catilina. In 1992 werd hij bijzonder hoogleraar Zeegeschiedenis van de Klassieke Oudheid aan de Universiteit van Amsterdam en sinds 1999 was hij daar gewoon hoogleraar Oude Geschiedenis. In 2007 ging hij met emeritaat.
Voorts is hij actief als vertaler en schrijver van geschiedkundige werken.
Hij heeft aan onderwaterarcheologie in de Middellandse Zee gedaan en Klassieke talen gedoceerd. Hij is vooral bekend door zijn voor een breed publiek toegankelijke werken. Zijn collega's kenden hem in 2005 de Oikos publieksprijs toe. Samen met Marinus Wes publiceerde Meijer daarnaast een groot aantal vertalingen van klassieke werken. De bekendste daarvan is de vertaling van het complete oeuvre van de Romeinse geschiedschrijver Flavius Josephus. In het boek Jezus en de vijfde Evangelist probeert hij vanuit het perspectief van Josephus het leven van Jezus te reconstrueren. 
Hij is ook regelmatig te horen op Radio 1, in programma's die als onderwerp het koningshuis of geschiedenis bevatten, Fik Meijer plaatst dan vaak actuele gebeurtenissen in een historische context.

### Monografieën
- F. Meijer, De Middellandse Zee, Amsterdam, 2010. ISBN 9789025368081 ISBN 9789025368098
- F. Meijer, Mark Driessen, René van Beek, Sail Rome!, Amsterdam, 2010. ISBN 9789025367749
- F. Meijer, De hond van Odysseus, Amsterdam, 2009. ISBN 9789025364342
- F. Meijer, Bejubeld en Verguisd. Helden en Heldinnen in de Oudheid, Amsterdam, 2008. ISBN 9789025364069
- F. Meijer, Olympische Spelen: een hoorcollege over de geschiedenis van de Spelen, van de oudheid tot nu, Den Haag, 2008. (audio-cd) ISBN 9789085301042
- F. Meijer, Lessen in beschaving. Athene, Rome, Washington, Amsterdam, 2008. ISBN 9789025363925
- F. Meijer, De oudheid is nog niet voorbij, Amsterdam, 2007. ISBN 9789025363383
- F. Meijer, Vreemd Volk. Integratie en discriminatie in de Griekse en Romeinse wereld, Amsterdam, 2007. ISBN 9789025334277
- F. Meijer, Klassieke Oudheid: een hoorcollege over de geschiedenis van de Grieken en Romeinen, Den Haag, 2005. (audio-cd) ISBN 9789085300175
- F. Meijer, Macht zonder grenzen. Rome en zijn imperium, Amsterdam, 2005. ISBN 9025334229
- F. Meijer, Wagenrennen. Spektakelshows in Rome en Constantinopel, Amsterdam, 2004. ISBN 9025334148
- F. Meijer, Vercingetorix: de mythe van Frankrijks oudste held, Amsterdam, 2004. ISBN 9025334105
- F. Meijer, Gladiatoren: volksvermaak in het Colosseum, Amsterdam, 2003. ISBN 9025334040
- F. Meijer, Keizers sterven niet in bed. Van Caesar (44 v.Chr.) tot Romulus Augustus (476 n. Chr.), Amsterdam, 2001. ISBN 9025334156
- F. Meijer, Paulus' zeereis naar Rome: een reconstructie, Amsterdam, 2000. ISBN 9025333966
- H. Beliën - F. Meijer, De klassieke Oudheid in een notendop. Wat iedereen van de oude geschiedenis moet weten, Amsterdam, 2000. ISBN 9053339221
- F. Meijer - O.M. Van Nijf, Trade, transport and society in the Ancient World: a sourcebook, Londen, 1992. ISBN 0415003458
- F. Meijer, Schipper, zeil de haven binnen, alles is verkocht: handel en transport in de Oudheid, Baarn, 1990. ISBN 9026310552
- F. Meijer, A history of seafaring in the classical world, Londen, 1986. ISBN 070993565X
- F. Meijer, Wrakken, ankers en amforen: archeologisch onderzoek in de Middellandse Zee, Naarden, 1976. ISBN 9060103165

### Vertalingen
- Vegetius, Epitoma rei militaris, trad. F. Meijer, Amsterdam, 2002. ISBN 9025358802
- Paulus Diaconus, Historia Langobardorum, trad. F. Meijer, Amsterdam, 1999. ISBN 9025308678
- H. Bremer - S. Kemper - F. Meijer - e.a., Quo usque tandem ... Catilina, revolutionair of misdadiger?, 3 dln., Emmeloord, 1998. ISBN 9050270646
- Gregorius van Tours, Historiae, trad. comm. F.J.A.M. Meijer, introd. M.A. Wes, Baarn, 1994. ISBN 9026312741
- Flavius Josephus, Antiquitates Iudaicae, trad. comm. F.J.A.M. Meijer - M.A. Wes, 3 dln., Baarn, 1997-1998. ISBN 9026314159, ISBN 9026314558, ISBN 9026314566
- Flavius Josephus, Contra Apionem, trad. comm. F.J.A.M. Meijer - M.A. Wes, Baarn, 1999. ISBN 9026315635
- Flavius Josephus, Bellum Iudaicum, Vita, trad. comm. F.J.A.M. Meijer - M.A. Wes, Baarn, 1992. ISBN 9026311524

### Tijdschrift
- E.M. Moormann - F. Meijer (edd.), Hermeneus: tijdschrift voor antieke cultuur. Het jaar dat niet bestond. 72.2 (2000). [speciaal nummer]

### Boeken
- Catilina: een studie van de sociaal-economische en politieke achtergronden van de Catilinarische samenzwering (1973)
- Wrakken, ankers en amforen: archeologisch onderzoek in de Middellandse Zee (1976)
- Hellas, Rome en de zee: een zeegeschiedenis van de klassieke wereld (1978)
- Een geschiedenis van de Oude Wereld (1980, met Herman Beliën)
- De Verliezers: De rol van Catilina en Clodius in de politiek van de late Romeinse republiek (1984)
- Marius' grandson (1986)
- A history of seafaring in the classical world (1986)
- Clio and antiquity: History and historiography of the Greek and Roman World (1987, red. met Abraham Breebaart en Andrea Hijmans)
- Schipper, zeil de haven binnen, alles is al verkocht: Handel en transport in de Oudheid (1990)
- Trade, transport and society in the ancient world: a sourcebook (1992)
- Een duik in een zee van bronnen: oude geschiedenis vanaf de bodem van de Middellandse Zee (1993)
- De trireme: klassiek-Grieks oorlogsschip weer te water (1995)
- De oudheid van opzij (1997)
- De klassieke oudheid in een notendop (2000, met Herman Beliën)
- Keizers sterven niet in bed: Van Caesar tot Romulus Augustulus (2001)
- Gladiatoren: Volksvermaak in het Colosseum (2003)
- Wagenrennen: Spektakelshows in Rome en Constantinopel (2004)
- Vercingetorix: De Mythe van Frankrijks oudste held (2004)
- Macht zonder grenzen: Rome en zijn Imperium (2005)
- De oudheid is nog niet voorbij (2007)
- Vreemd Volk: Integratie en discriminatie in de Griekse en Romeinse wereld (2007)
- Lessen in beschaving: Athene, Rome en Washington (2008)
- Bejubeld en Verguisd: Helden en heldinnen in de oudheid (2008)
- Paulus: Een leven tussen Jeruzalem en Rome (2012)
- Twee steden: opkomst van Constantinopel, neergang van Rome (2013)
- Muren van alle tijden (2014)
- Denken over Carthago. De erfenis van Duilius. Huizinga-lezing (2014)
- Jezus & de vijfde evangelist (2015)
- Petrus: Leerling, leraar, mythe (2016)
- Schoonheid voor het oprapen: Romeinse kunstjagers & hun navolgers (2019)
- Droom of daad: De terugkeer van de Olympische Spelen naar Griekenland (2020)
- De vele gezichten van Sicilië (2021)
- Wijn als een Romein: Een reis naar de oorsprong van wijn (2022, met Ilja Gort)
- Goede tijden, slechte tijden in de antieke wereld (2023)